# Lasia aenea
Lasia aenea är en tvåvingeart som först beskrevs av Philippi 1865.  Lasia aenea ingår i släktet Lasia och familjen kulflugor. Inga underarter finns listade i Catalogue of Life.